# Ultimo handicap
Ultimo handicap (Casey's Shadow) è un film del 1978 diretto da Martin Ritt.